# Актобинский сельский округ (Бухар-Жырауский район)
Актоби́нский се́льский окру́г (каз. Ақтөбе ауылдық округі) — административная единица в составе Бухар-Жырауского района Карагандинской области Казахстана. Административный центр — село Актобе.

## Состав
| № | Населённый пункт | Тип населённого пункта       | Код КАТО  | Географические координаты       | Население, чел. (2021 г.) |
| - | ---------------- | ---------------------------- | --------- | ------------------------------- | ------------------------- |
| 1 | Актобе           | село, административный центр | 354035100 | 49°53′34″ с. ш. 72°25′08″ в. д. | ↘556                      |
| 2 | Интумак          | село                         | 354035200 | 49°47′10″ с. ш. 72°05′11″ в. д. | ↘250                      |

## Население
| Численность населения | Численность населения | Численность населения | Численность населения |
| 1989                  | 1999                  | 2009                  | 2021                  |
| --------------------- | --------------------- | --------------------- | --------------------- |
| 1804                  | ↘1590                 | ↘1203                 | ↘806                  |